# Marijan Vojska
Marijan Vojska (* 1934 in Domzale, Jugoslawien) ist ein deutscher Künstler, Maler und Grafiker.

## Werdegang
Von 1951 bis 1955 studierte Vojska an der Werkkunstschule in Ljubljana und war Meisterschüler von Riko Debenjak. 1955 bis 1959 setzte er das Studium an der Akademie der Bildenden Künste in Ljubljana fort. Nach einem Studienaufenthalt in England bereiste Vojska Anfang der 1960er Jahre die Bundesrepublik Deutschland und geriet dort in die Strömungen einer aufstrebenden, nach neuer kultureller Identität suchenden, Gesellschaft. In Kreisen junger Kollegen aus der Kulturszene der Stadt Hagen, erlebte er das Streben der Deutschen nach einer modernen Identität und einer kulturellen Zeitenwende um nach dem materiellen Wiederaufbau nun auch einen kulturellen Wiederaufbau zu beginnen. Er beschloss seine pädagogische Ausbildung und sein künstlerisches Schaffen in diesen Prozess einzubringen. 1965 begann er eine Beschäftigung als Dozent für freie Grafik an der Werkkunstschule in Münster.
Dank der Unterstützung durch Förderer begründete er in Hagen ein Kunstatelier und widmete sich dort neben der Malerei vorwiegend der Druckgrafik. Mit anderen Künstlern legte er damit den Grundstein für das Wiedererstarken der künstlerischen Druckgrafik in Deutschland, die in den 1980er Jahren zur Blüte gelangte. Seine Druckgrafik erreichte in den 1970er bis 80er Jahren einen festen Marktanteil, mit dem er damals unter den ersten 70 meist gehandelten Künstlern notiert war.
Private Ereignisse veranlassten den Künstler Mitte der 1980er Jahre dazu seine Öffentlichkeitsarbeit schrittweise einzustellen. Er widmete sich zunehmend seiner Tätigkeit an der Fachhochschule Münster. Dort war ihm 1973 der Titel des Professors zugesprochen worden. In seinen späteren Jahren wurde er an der Fachhochschule Münster zum Dekan des Fachbereichs Design ernannt.

## Preise
- 1960, Preseren-Preis an der Akademie Ljubljana;
- 1965, Förderpreis zum Karl-Ernst-Osthaus-Preis, Hagen;
- 1967, Jung-Westfalen-Preis für Malerei, Münster;
- 1967, 3. Preis auf der IV.Triennale für Farbgrafik, Grenchen;
- 1968, Silberplakette auf der V. Jugoslawischen Grafik Biennale, Zagreb;
- 1970, Ankaufpreis auf der VI. Jugoslawischen Grafik Biennale, Zagreb.

## Einzelausstellungen
- 1961, Bochum, Galerie Falazik
- 1962, Galerie Clasing
- 1963, Wanne-Eickel, Galerie Blome Basel, Galerie Rümelin Bremen
- 1964, Wuppertal, Galerie Porta
- 1965, Galerie Am Abend
- 1966, Soest, Kunstpavillon
- 1967 Solingen, MUMS-Forum für optische und akustische Gestaltung
- 1968, Münster, Franz-Hitze-Haus; Kleine Retrospektive Hagen, Karl-Ernst-Osthaus-Museum
- 1969, Wuppertal, Galerie Porta
- 1970, Münster, Franz-Hitze-Haus; Ljubljana, Mala Galeria; Gütersloh, Zimmergalerie; Wildeshausen, Galerie Wildeshausen
- 1971, Lübeck, Overbeck-Gesellschaft
- 1972, Oldenburg, Kunstverein Oldenburg
- 1973, München und Hamburg, Galerie Hoeppner
- 1974, Münster, Franz-Hitze-Haus
- 1975, Lemgo, Hexenbürgermeisterhaus – Lippische Gesellschaft für Kunst
- 1976, Hagen, Hagener Kunstkabinett; Gütersloh, Mühlen Galerie
- 1978, Dortmund, Galerie am Wall
- 1980, Krefeld, Galerie Peerlings
- 1981, Paderborn-Wewer, Galerie Gut Wilhelmsburg
- 1982, Vreden, Hamaland-Museum
- 1983, Ulft, Galerie bij de Boeken
- 1993, Dom Galerie bij de Boeken
- 1993, Domzale, Slowenien
- 1995, Kreissparkasse Westerwald

## Gruppenausstellungen
- 1960 – Ljubljana Akademie
- 1961 – Mainz Fabo 60
- 1961 bis 1968 – Münster, Westfälischer Kunstverein
- 1962 bis 1970 – Hagen, Westdeutscher Künstlerbund
- 1962 bis 1967 – Hagener Künstler
- 1962 bis 1970 – Düsseldorf, Winterausstellung
- 1962 – Hamm, Westfälische Grafik
- 1963 bis 1968 – Münster, Ausstellung Jung Westfalen
- 1963 bis 1967 – Soest, Westfälische Künstler
- 1963 – Frechen, Kunstverein Montlucon, XVI. Salon 1963
- 1964 – Provinz West Flandern, Junge Künstler aus Westfalen
- 1965 – Hagen, Ausstellung Industrie Hagen, Galerie Olivetti Kamen, Kulturwochen-Ausstellung
- 1965 und 1967 – Recklinghausen, Kunstpreis Junger Westen
- 1965, 1967 und 1969 – Ljubljana, VI. VII. und VIII. Internationale Grafik Biennale
- 1966, 1968 und 1970 – Zagreb, IV., V. VI. Jugoslawische Grafik Biennale
- 1966 und 1968 – Kraków I. und II. Internationale Grafik Biennale
- 1967 – Grenchen IV. International Grafik Triennale für Farbgrafik; Hamm, Neue Grafik Stipendiaten der Aldegrever Gesellschaft; Bremen, Kunsthalle; Lübeck, Overbeck-Gesellschaft; Bremen, Kleine Grafik; Oldenburg, Kunstverein; Fredrikstad, Internationale Farbgrafik
- 1967 und 1968 – Schiedam, '20 Slowenische Grafiker', Gruppenausstellung;
- 1968 – Nijmegen, Besinderhuis, 'Drebusch, Ehlers, Vojska' Gruppenausstellung; Witten, Märkisches Museum, 'Kunstsammlung der Stadt Witten'; Wolfsburg, Kunstverein; Wilhelmshaven, Kunstverein; Oldenburg, Kunstverein; Kassel Galerie Lometsch;